# 荷馬鎮區 (密歇根州卡爾霍恩縣)
荷马鎮區（英語：Homer Township）是位於美國密歇根州卡爾霍恩縣的一個行政鎮區。

## 地方資料
荷马鎮區的面積為93.70平方千米，當中陸地面積為92.40平方千米，而水域面積為1.30平方千米。根據2020年美國人口普查的數據，當地共有人口2896人，而人口密度為每平方千米30.91人。